# 梁錦祥
梁錦祥（英語：Leung Kam Cheung，1959年—），人稱「台長」，香港資深傳媒人、本土派時事評論員。

## 簡歷
梁錦祥父親為車房東主。梁錦祥小學就讀於聖公會牧愛小學，早年曾任職於父親之車房、英皇御准香港賽馬會投注站、美國銀行尖沙咀分行、花旗銀行等機構。梁錦祥後於香港高級程度會考英語運用科最高等的A級成績考入香港浸會學院（現香港浸會大學）英文系，並獲得全費獎學金資助學費。1986年，梁錦祥大學畢業後為電腦雜誌《Hong Kong Computer Journal》出任編輯， 後加入《天天日報》和《華南經濟新聞》等報社任職，曾任香港人民廣播電台副台長、OurRadio創台台長、普羅政治學苑副主席、《本土新聞》總編輯、《癲狗日報》總編輯。梁錦祥也是MyRadio的創台台長，擅於神秘學、政治學、文學等範疇，曾主持該台《毓民踩場》、《梁錦祥一週時事》、《神秘之夜》、《影碟情報室》、《茶博士怪論》、《今朝有酒》、《科學新知》等節目。
2022年2月26日，梁錦祥開設「梁錦祥工作室」YouTube頻道。

## 政治行動

### 被控衝擊立法會
雨傘革命期間，立法會綜合大樓於2014年11月18日晚上至19日凌晨遭示威者衝擊，而時為《本土新聞》總編輯、當時在場的梁錦祥被指涉嫌刑事毀壞立法會玻璃幕門，在11月20日下午被警方有組織罪案及三合會調查科拘捕。他其後澄清自己當時正配戴記者證，為《本土新聞》採訪，否認警方的指控；而時任該報編輯部主任曾焯文則指，梁遭受敵對的《香港花生》文章誣捏。梁錦祥最終於12月30日拒絕續保，並即時獲發還一千元保釋金。

## 外部連結
- YouTube上的梁錦祥工作室頻道
- 梁錦祥工作室 （页面存档备份，存于）